# Blanca Maria Visconti
Blanca Maria Visconti (en italià: Bianca Maria Visconti) (Settimo Pavese, Ducat de Milà 1425 - Melegnano 1468) fou una princesa de Milà que va esdevenir duquessa consort pel seu casament amb Francesc Sforza.

## Orígens familiars
Va néixer el 31 de març de 1425 a la població de Settimo Pavese, avui en dia anomenada Bornasco i situada a la Província de Pavia, sent filla il·legítima de Felip Maria Visconti i la seva amistançada Agnès del Maino. Fou neta per línia paterna de Joan Galeàs Visconti i Caterina Visconti.
Als sis anys, juntament amb la seva mare, fou traslladada al castell d'Abbiategrasso, on fou educada sota l'atenta mirada del seu pare.

## Matrimoni amb Francesc Sforza

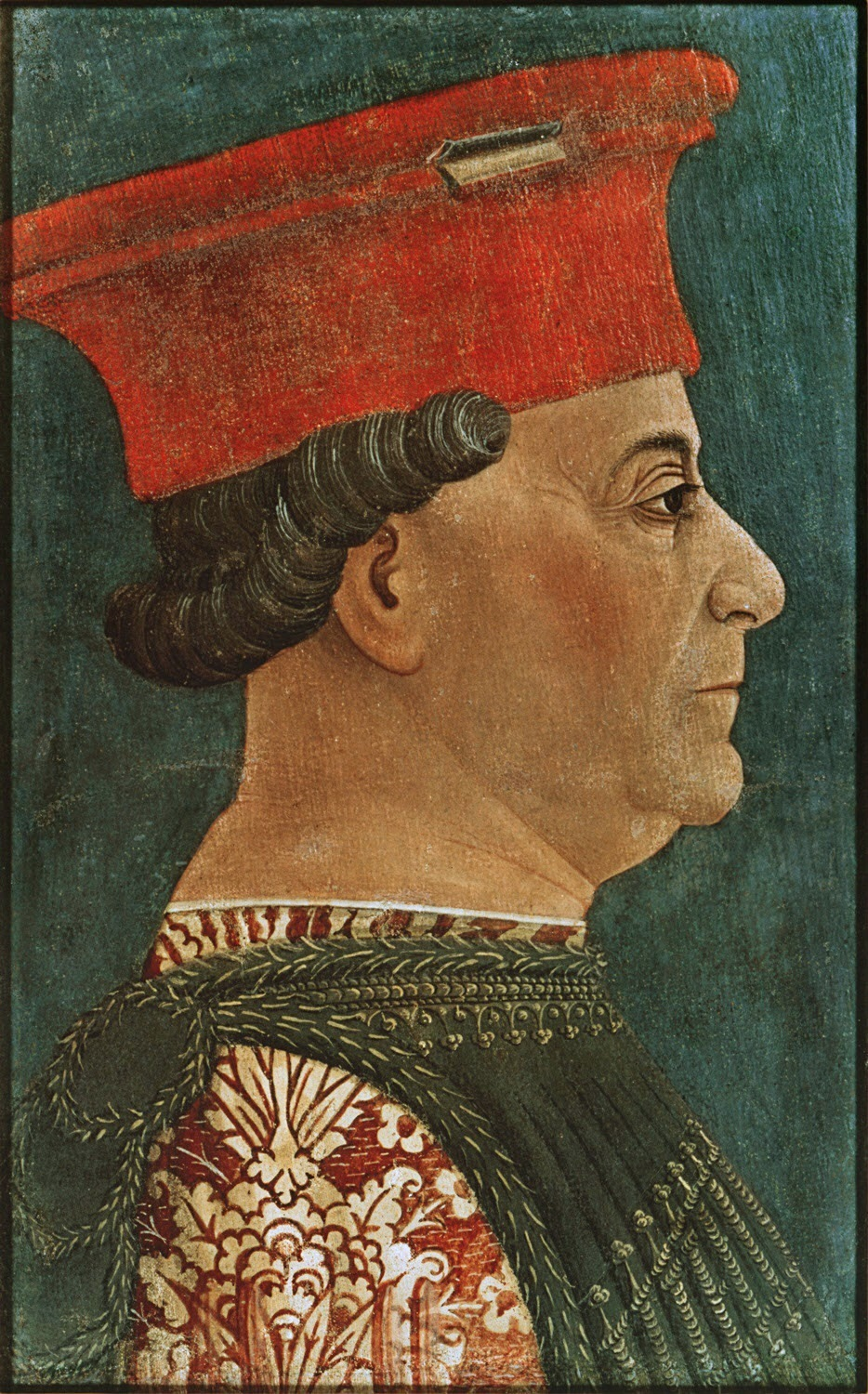
Imatge de Francesc Sforza.

El 1430, als sis anys, Blanca fou promesa al condottiero Francesc Sforza, el qual tenia vint-i-quatre anys més que ella. Aquell any el contracte que tenia en vigència Francesc Sforza amb el Ducat de Milà finalitzà, per la qual cosa aquest prometatge és vist com una maniobra per a mantenir els poderosos generals vinculats a Milà. Així mateix, podria ser que fossin els mateixos Visconti els que seduïssin a Francesc Sforza amb el casament en visió d'una possible successió al ducat. El contracte se signà el 23 de febrer de 1432, al castell de Porta Giovia, residència dels Visconti a Milà.
Posteriorment Felip Maria Visconti intentà, en dues ocasions, dissoldre aquest matrimoni amb la intenció d'unir-la en matrimoni amb Leonello d'Este, marquès de Ferrara, Mòdena i Reggio, per tal de pressionar l'Sforza que abandonés la seva aliança amb la República de Venècia. Tot i que Blanca viatjà a Ferrara el setembre de 1440, l'abril de 1441 retornà a Milà.
El 1440 els feus que Francesc tenia al Regne de Nàpols van ser ocupats per Alfons I de Nàpols, el que aconseguí la reconciliació amb Felip Maria Visconti per tal d'aconseguir recuperar-los. El casament finalment es realitzà el 24 d'octubre de 1441 a l'abadia de Sant Segimon de Cremona. D'aquesta unió nasqueren:
- Galeàs Maria Sforza (1444-1476), duc de Milà
- Ippolita Maria Sforza (1445-1488), casada el 1645 amb Alfons II de Nàpols
- Felip Maria Sforza (1448-1492), comte de Pavia
- Sforza Maria Sforza (1449-1479), duc de Bari
- Lluís Maria Sforza (1452-1508), duc de Milà
- Ascani Maria Sforza (1455-1505), abat, bisbe i cardenal
- Ottaviano Maria Sforza (1458-1477), comte de Lugano

## Primers anys de matrimoni
El 7 de novembre de 1441 Felip Maria Visconti va emetre un decret pel qual reduïa els drets dels seus vassalls, provocant l'exili voluntari de Francesc Sforza i Blanca Maria inicialment a Venècia i posteriorment a Rímini, Gradara i Jesi. El 1442 Blanca, després que el seu marit marxés a lluitar contra Niccolò Piccinino, fou nomenada regent de la marca i el seu marit fou excomunicat pel papa Nicolau V.
El 1446 s'establí un acord de pau entre Felip Maria Visconti i Francesc Sforza, sent nomenat aquest últim tinent del Ducat de Milà, si bé el Visconti sentí molta antipatia vers el seu gendre. Després de la restitució de Jesi als Estats Pontificis i a la mort de Felip Maria, ocorreguda l'agost de 1447, partiren cap a Milà, on fou establerta la República Ambrosiana en la qual Francesc Sforza fou nomenat Capità General.
A l'aconseguir la pau amb la República de Venècia, Blanca s'establí al castell dels Visconti a Pavia, juntament amb una gran cort. Al nomenament del seu marit com a Duc de Milà, el març de 1450, Blanca va col·laborar en la recuperació dels béns del seu pare i la restauració del Palau Ducal. El 1453 allotjà a Pavia Renat I de Provença i va iniciar la construcció del castell Sforzesco de Milà. El 1459 va donar suport a la iniciativa del papa Pius II de realitzar una croada contra l'Imperi Otomà cedint 300 cavallers per a l'expidició, si bé aquesta croada no s'arribà a materialitzar.

## Retirada de la vida activa
Els principals problemes per a Blanca en aquest període procedien del seu fill gran, Galeàs Maria Sforza. El 13 de desembre de 1465 morí la seva mare Agnès del Maino i el 8 de març de 1466 ho feu Francesc I Sforza. Blanca ràpidament va prendre les regnes del ducat i va demanar el retorn de Galeàs Maria, que es trobava en aquells moments lluitant al costat de Lluís XI de França, per a ser nomenat duc. El comportament d'aquest últim va ser de gratitud i deferència cap a la seva mare, però ben aviat l'avarícia i la crueltat el van dur a actuar amb independència contra el consell de Blanca.
Amb el pas del temps, el duc relegà a la seva mare un paper secundari a la cort, per la qual cosa Blanca optà per l'exili a Cremona. Retirada de la vida social, reaparegué el 1468 per assistir al casament del seu fill amb Bonna de Savoia. Després del casament, i de retorn cap a Cremona, se sentí indisposada a Melegnano, on morí el 28 d'octubre del mateix any. Fou enterrada a la Catedral de Milà al costat del seu espòs.